# South Leverton
Pour les articles homonymes, voir Leverton.
South Leverton est une paroisse civile et un village du Nottinghamshire, en Angleterre.